# Michael Jahn
Pour les articles homonymes, voir Jahn.
Michael Jahn, né le 4 août 1943 à Cincinnati, en Ohio, aux États-Unis, est un écrivain et un journaliste américain, auteur de roman policier.

## Biographie
Il grandit à Sayville, puis fait des études successivement au Dowling College (en), à l'université Adelphi et à l'université Columbia. En 1968, il devient journaliste au New York Times, chargé des questions culturelles, en particulier celles concernant la musique rock. À ce titre, il couvre le festival de Woodstock en 1969.
En 1975, il publie son premier roman The Invisible Man. En 1978, il obtient le prix Edgar-Allan-Poe 1978 du meilleur roman policier paru à l'origine en livre de poche pour The Quark Maneuver.
En 1982, avec La Nuit cannibale (Night Rituals), il commence une série de romans ayant pour personnage principal le lieutenant de police new-yorkais William Donovan. Même si pour Claude Mesplède et Jean-Jacques Schleret, « on reste loin des enquêtes du 87e District écrites par McBain », l'auteur « est réputé pour ses descriptions de la ville de New York et son art du suspense ».

## Œuvre

### Romans

#### SérieBlack Sheep Squadron
- Devil in the Slot (1979)
- The Hawk Flies on Sunday (1980)

#### SérieKingsley
- Kingsley's Empire (1980)
- Kingsley's Fortune (1982)

#### SérieBill Donovan
- Night Rituals (1982)
  - La Nuit cannibale, Série noire no 1944 (1983)
- Death Games (1987)
  - Le Tromblon décrépit, Série noire no 2157 (1988)
- City of God (1992) (autre titre Murder at the Cathedral of St. John the Divine)
- Murder at the Museum of Natural History (1994)
- Murder on Theatre Row (1996)
- Murder on Fifth Avenue (1998)
- Murder in Central Park (2000)
- Murder on the Waterfront (2001)
- Murder on Coney Island (2003)
- Donovan & Son (2008)
- Murder on Wall Street (2012)

#### Autres romans
- The Invisible Man (1975)
- Switch (1976)
- Killer on the Heights (1977)
- The Quark Maneuver (1977) - Prix Edgar-Allan-Poe 1978 du meilleur roman policier en livre de poche
- The Olympian Strain (1980)
- Shearwater (1980)
- Armada (1981)
- The Frighteners (1996)
  - Fantômes contre fantômes, J'ai lu no 4383 (1997)

### Ouvrage non fictionnel
- Dragon - the Bruce Lee Story (1993)

## Sources
- Claude Mesplède, Les Années Série noire vol. 5 (1982-1995), Encrage « Travaux » no 36, 2000
- Claude Mesplède et Jean-Jacques Schleret, SN Voyage au bout de la Noire (additif mise à jour 1982-1985), Futuropolis p. 85, 1985